# Сарно (река)
Сарно (на италиански: Sarno; на латински: Sarnus, Сарнус) е река в област Кампания, Италия, която извира от източния склон на Везувий, тече на юг към Помпей и се влива в Неаполитанския залив при град Кастеламаре ди Стабия. Дължината на реката е 24 km